# Joseph Cataldo
Joseph Cataldo (Terrasini, Szicília, 1837. március 17. – Pendleton, Oregon, 1928. április 9.) amerikai olasz (szicíliai) pap. A Két Szicília Királysága szülöttje, a jezsuita egyház küldte Amerikába misszionáriusként. 1887-ben megalapította a Gonzaga Egyetemet.